# Wang Lianyuan
Wang Lianyuan (en chino: 王莲媛; Yantai, 26 de agosto de 1994) es una deportista china que compitió en triatlón. Ganó una medalla de bronce en los Juegos Asiáticos de 2014, y una medalla de bronce en el Campeonato Asiático de Triatlón de 2016.

## Palmarés internacional
| Juegos Asiáticos    | Juegos Asiáticos        | Juegos Asiáticos  | Juegos Asiáticos |
| Año                 | Lugar                   | Medalla           | Prueba           |
| ------------------- | ----------------------- | ----------------- | ---------------- |
| 2014                | Incheon (Corea del Sur) | Medalla de bronce | Individual       |
| Campeonato Asiático |                         |                   |                  |
| Año                 | Lugar                   | Medalla           | Prueba           |
| 2016                | Hatsukaichi (Japón)     | Medalla de bronce | Relevo mixto     |